# Dingo
De dingo (Canis lupus dingo) is een verwilderde hond uit Australië die vermoedelijk afstamt van de Indische steppewolf (Canis lupus pallipes). Waarschijnlijk is hij  zo'n 5000 jaar geleden door mensen als huisdier meegenomen. Hij is echter weer verwilderd en heeft daardoor als exoot een leefwijze ontwikkeld die sterk lijkt op die van wolven. Dingo's zijn een stuk kleiner dan wolven en hebben het gewicht van een middelgrote hond (10 tot 15 kilo).

## Kenmerken
De vachtkleur varieert tussen licht zandkleurig en donker roodbruin. Op borst, snuit, buik en voeten bevinden zich witte vlekken. De grote bossige staart heeft vaak een witte punt. Bij Australische dingo's ligt het gewicht van mannetjes gewoonlijk tussen 11,8 en 19,4 kg. Hun lichaamslengte bedraagt circa 92 centimeter. Vrouwtjes zijn wat kleiner: hun lichaamslengte bedraagt gemiddeld 88,5 centimeter en hun gewicht ligt tussen 9,6 en 16 kilogram. De schofthoogte ligt tussen 47 en 67 centimeter. Dingo's uit Azië zijn gewoonlijk kleiner dan hun Australische soortgenoten. Mogelijk ligt dat aan hun voeding: hun dieet bestaat vooral uit koolhydraten, Australische dingo's hebben daarentegen een proteïnerijk dieet.

## Voortplanting
Jonge mannetjes leiden soms een solitair, zwervend bestaan. Volwassen dieren vormen vaste familiegroepen. Alleen als ze erg dun gezaaid zijn vormen ze paren. Na een draagtijd van 63 dagen worden 1 tot 10 jongen geboren. Oudere dieren leren ze hun plaats in de rangorde.

## Dingo en zijn voedsel
Dingo's eten kleine dieren, zoals konijnen, knaagdieren en vogels, maar in groep kunnen ze ook kleine kangoeroes aan. Ook vruchten, andere plantenkost en aas staan op het menu.
Dingo's spelen een nuttige rol bij het in bedwang houden van konijnen die door westerlingen werden geïmporteerd en die de neiging hebben zich tot een plaag te ontwikkelen. Net als wolven doden ze in het algemeen zwakke en zieke dieren.
Hun voorliefde voor schapen, die door de immigrerende westerlingen eveneens werden geïmporteerd en gemakkelijke prooien vormen, is daarentegen een probleem. In één nacht kan een groep dingo's wel vijftig stuks doden, wat hen bij de boeren niet geliefd maakt. Ook doden ze voor hun plezier, net als vele andere roofdieren bij het innemen van en het verstoren van hun territoria. Dit probleem was in Australië rond 1880 aanleiding tot de bouw van het Dingo Fence (dingohek) om de zuidelijke staten van dingo's te vrijwaren. Deze methode was slechts gedeeltelijk succesvol maar zorgde er wel voor dat Australië tegenwoordig over de langste door mensen gebouwde afscheiding ter wereld beschikt: het hek is 5614 kilometer lang.
Nietsvermoedende toeristen en andere dierenliefhebbers zijn een groter gevaar voor de natuurlijke gedragingen van de dingo, dan het dier zelf. Het voeren van de dingo's verandert het dier in een notoire bedelaar, die geregeld bij de mens verschijnt om gevoerd te worden. Mocht zo'n dingo vervolgens langere tijd geen voedsel op onnatuurlijke wijze ontvangen, zal hij niet schromen om bij honger, de mens zeer dicht te naderen en zelfs aan te vallen om zijn honger te stillen, wat mogelijk direct de reden is dat de dingo op vee jaagt.
Er zijn meerdere meldingen van dingo's die mensen, en dan vooral kinderen, aanvallen.
In 1980 verdween bijvoorbeeld de baby Azaria Chamberlain, van wie uiteindelijk werd aangenomen dat ze door een dingo was meegenomen. Het kind is nooit teruggevonden.

## Raszuiver?
Westerse kolonisten voerden hun eigen huisdieren in, waaronder hondenrassen. Door kruising met deze rassen zijn er heden ten dage geen raszuivere dingo's meer, met uitzondering van het kleine aantal in isolatie gehouden dingo's. Ze verliezen hun oorspronkelijke kenmerken. Enkel het huilen van de dingo zegt iets over de raszuiverheid. De gedomesticeerde dingo kan, indien hij of zij in een gezin verblijft, nog immer wilder worden. Dit kan gevaarlijk zijn als er in het gezin (voor de dingo is dat een roedel) kleine kinderen zijn, en meer nog als die kinderen nog kruipen. De dingo kan die kinderen verwonden of zelfs nog erger. Er is een 'voortdurende' strijd om het leiderschap. En een kruipend klein mensje is een makkelijke prooi in de strijd om de macht in deze gezinsroedel.
Er is een (kleine) populatie dingo's op het zandeiland Fraser Island, en wetenschappers geloven dat deze groep door de isolatie van het eiland zichzelf ontwikkeld heeft tot een nieuwe soort, dat wil zeggen dat hun DNA aangepast is en dat ze zich dus niet kunnen voortplanten met andere dingo's zoals die op het vasteland van Australië. Maar ze zijn hier niet helemaal zeker van.

## Dingo en Aborigines
De Aborigines gebruikten dingo's vooral als gezelschapshonden die hun, blijkens verhalen, ook bij de jacht dienstig waren. Opmerkelijk is dat een dingo slechts één persoon uit een Aboriginestam accepteerde om voedsel en drinken van aan te nemen. Andere stamleden zouden het dier niet kunnen benaderen.
Volgens Jared Diamond kwam de dingo Australië binnen via Indonesië tijdens de Austronesische expansie. Deze uitbreiding liep van Zuid-China via Indonesië. De dingo is vermoedelijk rond 1500 v.C. gearriveerd.

## Populatie
Vroeger kwamen dingo's voor in alle mogelijke habitats in Oceanië en Zuidoost-Azië. Het IUCN bestempelde de dingo in 2008 als een kwetsbare ondersoort die een dalende trend vertoont. De oorzaak hiervan ligt vooral aan het vermengen met gedomesticeerde honden, die de kolonisten en huidige Australiërs al tijden geleden tot nu meenamen. Het is onbekend hoeveel dingo's nog zuiver zijn. De Australische staat Victoria overweegt anno 2010 om de raszuivere dingo's er te beschermen door een dingoreservaat op te richten.